# Mompha
Mompha is een geslacht van vlinders uit de familie van de wilgenroosjesmotten (Momphidae). De wetenschappelijke naam van het geslacht is voor het eerst geldig gepubliceerd in 1825 door Jacob Hübner.
Mompha is een Holarctisch geslacht. De waardplanten van deze insecten behoren tot de teunisbloemfamilie (Onagraceae). De larven van de meeste soorten zijn mineerders in bladeren of stengels van de planten; sommige soorten zijn wortelboorders of veroorzaken gallen. De volwassen insecten zijn kleine motten; de lengte van de voorvleugels varieert van ongeveer 2,5 tot 8 mm.
De gewone wilgenroosjesmot Mompha epilobiella is een algemeen voorkomende soort in Europa, vooral in moerassige en vochtige gebieden; ze heeft als voornaamste waardplant het harig wilgenroosje Epilobium hirsutum. De zonneroosjesmot (Mompha miscella) heeft zonneroosjes (geslacht Helianthemum) als waardplanten.

## Soorten
- M. africanella (Turati, 1930)
- M. agonistes (Walsingham, 1909)
- M. albapalpella (Chambers, 1875)
- M. albicornella (Busck, 1914)
- M. albidorsella Staudinger, 1877
- M. albocapitella (Chambers, 1875)
- M. amorphella Clemens
- M. annulata (Busck, 1914)
- M. antibathra Meyrick, 1914
- M. argentimaculella (Murtfeldt, 1900)
- M. battis (Hodges, 1962)
- M. bifasciella (Chambers, 1876)
- M. bottimeri Busck, 1940
- M. bradleyi

Harig-wilgenroosjesgalmot Riedl, 1965
- M. brevivittella (Clemens, 1864)
- M. busckiella (Engel, 1907)
- M. calcarata (Walsingham, 1909)
- M. capella Busck, 1940
- M. catapasta (Walsingham, 1909)
- M. cephalanthiella Chambers, 1871
- M. circitor (Hodges, 1969)
- M. circumscriptella (Zeller, 1873)
- M. citeriella (Sinev, 1986)
- M. claudiella Kearfott, 1907
- M. coloradella (Chambers, 1878)
- M. communis (Braun, 1925)
- M. complexa Svensson, 1982
- M. concolorella (Chambers, 1875)
- M. confusella Koster & Sinev, 1996
- M. constellaris Meyrick, 1931
- M. conturbatella

Wilgenroosjesscheutmot (Hübner, 1819)
- M. conviva Meyrick, 1931
- M. crassinodis (Zeller, 1877)
- M. cyclocosma Meyrick, 1921
- M. deceptella (Braun, 1921)
- M. decorella Stephens, 1835
- M. definitella (Zeller, 1873)
- M. detracta (Walsingham, 1909)
- M. difficilis (Braun, 1923)
- M. divisella

Basterdwederikgalmot Herrich-Schäffer, 1854
- M. edax (Hodges, 1962)
- M. edithella (Barnes & Busck, 1920)
- M. elegans (Hodges, 1978)
- M. eloisella (Clemens, 1860)
- M. engelella Busck, 1906
- M. epilobiella

Gewone wilgenroosjesmot (Denis & Schiffermüller, 1775)
- M. eremos (Hodges, 1969)
- M. exodias Meyrick, 1931
- M. exsultans (Zeller, 1877)
- M. falcata (Braun, 1919)
- M. farinacea (Walsingham, 1909)
- M. felisae (Clarke, 1962)
- M. ferax (Hodges, 1962)
- M. festivella Denis & Schiffermüller, 1775
- M. floridensis (Hodges, 1978)
- M. fulvescens Haworth
- M. gelechiformis Turati, 1930
- M. glaucella Sinev, 1986
- M. grandis (Hodges, 1978)
- M. grandisella Chambers, 1875
- M. heterolychna Meyrick, 1922
- M. idaei

Wilgenroosjeswortelmot (Zeller, 1839)
- M. ignobilisella (Chambers, 1875)
- M. isocrita Meyrick, 1935
- M. iurassicella Frey, 1881
- M. jurassicella

Wilgenroosjesboorder (Frey, 1881)
- M. lacteella (Stephens, 1834)
- M. laevinella (Zeller, 1877)
- M. langiella

Zwarte heksenkruidmot (Hübner, 1796)
- M. lassula (Hodges, 1962)
- M. latris (Hodges, 1962)
- M. leucochrysis Meyrick, 1935
- M. locupletella

Basterdwederikmot (Denis & Schiffermüller, 1775)
- M. luciferella Clemens, 1860
- M. ludwigiae Bradley et al., 1973
- M. lychnopis Meyrick, 1933
- M. maniola (Hodges, 1969)
- M. meridionella Koster & Sinev, 2003
- M. metallifera (Braun, 1919)
- M. millotella Viette, 1955
- M. minimella (Chambers, 1880)
- M. miscella

Zonneroosjesmot (Denis & Schiffermüller, 1775)
- M. musota Meyrick, 1917
- M. nigrella (Sinev, 1986)
- M. nodicolella Fuchs, 1902
- M. nuptialis Meyrick, 1922
- M. obsessa (Walsingham, 1909)
- M. ochraceella

Gele wilgenroosjesmot (Curtis, 1839)
- M. ochrosemia (Zeller, 1877)
- M. orfilai (Bourquin, 1962)
- M. parilis (Hodges, 1969)
- M. particornella (Busck, 1909)
- M. passerella (Busck, 1909)
- M. pecosella Busck, 1907
- M. permota Meyrick, 1917
- M. pernota (Walsingham, 1909)
- M. phalaropis Meyrick, 1922
- M. propinquella

Bonte wilgenroosjesmot (Stainton, 1851)
- M. purpurescens (Forbes, 1931)
- M. purpuriella (Busck, 1909)
- M. pygmaeella (Turati, 1927)
- M. quaggella Christoph
- M. raschkiella

Tweekleurige wilgenroosjesmot (Zeller, 1839)
- M. ricina (Hodges, 1962)
- M. rufocristatella (Chambers, 1875)
- M. sapporensis (Matsumura, 1931)
- M. sectifera Meyrick, 1927
- M. selectiformis Turati, 1930
- M. sexstrigella (Braun, 1921)
- M. stellella Busck, 1906
- M. sturnipennella

Wilgenroosjesgalmot (Treitschke, 1833)
- M. subbistrigella

Basterdwederikpeulmot (Haworth, 1828)
- M. subdivisella Bradley, 1951
- M. subiridescens (Walsingham, 1882)
- M. sympatrica (Clarke, 1962)
- M. sympotica Meyrick, 1931
- M. terminella

Kleine heksenkruidmot (Humphreys & Westwood, 1845)
- M. tetrazonella (Erschoff, 1874)
- M. tricristatella Chambers, 1875
- M. trithalama Meyrick, 1922
- M. trochiloides (Walsingham, 1909)
- M. verruculella (Zeller, 1877)